# Virals
Virals è un romanzo scritto dall'antropologa forense Kathy Reichs. Pubblicato nel 2010 (2011 in Italia, edito da Rizzoli), è il primo romanzo della Reichs scritto appositamente per un pubblico young-adult.

## La serie
Virals è seguito da Segreti, Rizzoli 2013 (Seizure, 2011), Il Codice, Rizzoli 2014 (Code 2013), un quarto volume dal titolo provvisorio Esposizione, Rizzoli 2015 (Exposure, 2014), ed un quinto volume dal titolo provvisorio Incurabile, Rizzoli 2016 (Terminal, 2015). Stando a quanto scritto sul sito ufficiale dell'autrice (kathyreichs.com), sono state pubblicate anche tre brevi storie, i cui rispettivi titoli sono Shift pubblicato in America il 5 marzo 2013 dalla Penguin Group, Swipe uscito poco dopo nello stesso anno, e Shock, uscito nel 2015, ancora non tradotti in italiano. La serie fu un'idea del figlio della scrittrice, che contribuisce alla scrittura dei libri.
La storia è ambientata a Charleston, nel South Carolina, e nelle isole vicine. Tratta delle avventure di Victoria "Tory" Brennan (la nipote di Temperance Brennan, eroina delle serie thriller della Reichs) e dei suoi amici Hiram Stolowitski, Ben Blue e Shelton Devers.

## Trama
Tory e i suoi amici, durante una gita, trovano su Loggerhead una piastrina arrugginita risalente alla guerra del Vietnam. Indagando sul suo proprietario, vengono a contatto con un virus sperimentale che dà loro poteri speciali, che essi descrivono come "lampi" e salvano un cucciolo di cane-lupo (Coop), che tengono nascosto nel loro rifugio segreto.
Successivamente, scoprono le tracce di un vecchio omicidio ormai dimenticato: lo scheletro della figlia del proprietario della targhetta. Sconosciuti sparano ai Virals, che hanno appena riportato alla luce il corpo, costringendoli a scappare.
Quando tornano con la polizia il cadavere è scomparso. Risulterà chiaro che qualcuno di insospettabile li vuole eliminare; ma chi è e perché li vuole uccidere?

## I Virals
- Tory (Victoria) Brennan. Intelligente, un po' maschiaccio, determinata, testarda e occasionalmente leader spericolata dei Virals. È una ragazza di 14 anni ed è la pronipote di Temperance Brennan. È descritta come una giovane dai capelli rossi, gli occhi color smeraldo e la pelle pallida. Ha trascorso la sua vita in Massachusetts con la madre, Colleen Brennan, ma è andata a vivere con suo padre Kit a Charleston, South Carolina, dopo che Colleen è stata uccisa da un automobilista ubriaco. Tory ha il migliore olfatto dei Virals, durante i "lampi", ed è il loro leader. Il suo olfatto è talvolta abbastanza potente da rilevare sentimenti ed emozioni umane. Lei si riferisce a se stessa come l'"Alpha" del gruppo e ha una leggera capacità telepatica. È in grado di leggere le menti dei compagni Virals e, a volte, quando è particolarmente potente, è anche in grado di 'vedere' attraverso i loro occhi. Ha un brutto rapporto con Whitney Rose Dubois, la compagna di suo padre.
- Hi (Hiram) Stolowitski. Un po' il buffone del gruppo, fornisce gran parte del lato comico del libro. È anche descritto come un maestro di sarcasmo da Tory. Hi ha 15 anni, ama la scienza naturale e ha la migliore vista, durante i "lampi". Accede ai suoi poteri con il maggior facilità di tutti i Virals. Ha un'affinità per la tecnologia come suo padre, che è un tecnico di laboratorio al Liri. Spesso non approva le tante "idee" di Tory, ma è quasi sempre influenzato da Shelton e Ben. Di solito si veste con t-shirt con stampe hawaiiane. I suoi genitori sono Linus e Ruth Stolowitski.
- Ben Blue. Il serio, tranquillo e "oscuro" della squadra. Ha 16 anni. Sostiene di essere in parte sewee indiano ed è descritto con capelli neri, lunghi fino alla spalla, gli occhi scuri e un'abbronzatura color rame. È il più forte e più veloce, durante i "lampi". Ha una barca che ha chiamato sewee e che è la principale modalità di trasporto dei Virals. Ben è molto orgoglioso della sua barca ed è attento a non danneggiarla. Sorride raramente, ma quando lo fa, Tory lo descrive come un ragazzo scontroso che si trasforma di colpo in un affascinante giovane uomo. Vive con suo padre, Tom Blue, su Morris Island, mentre la madre Myra Blue vive a Mount Pleasant. Suo padre gestisce il servizio di traghetti tra Loggerhead e Morris Island.
- Shelton Devers. Ha 15 anni ed è il più intelligente quando si tratta di tecnologia o meccanica; ha il miglior udito, durante i "lampi". Suo padre è afro-americano, sua madre è asiatica. Ha la pelle scura e tratti orientali. È un esperto di scassinare serrature; è anche terrorizzato dei rimorchiatori oscuri e si tocca spesso il lobo dell'orecchio quando si sente nervoso o teso. Può rompere i codici e risolvere enigmi con relativa facilità, una competenza utile per i Virals. I suoi genitori sono Nelson e Lorelei Devers, un esperto informatico ed esperta veterinaria rispettivamente.
- Cooper. È il quinto membro dei Virals, ed è il cucciolo di cane lupo di Tory. È estremamente leale e protettivo verso i Virals, soprattutto verso Tory. Sua madre, Whisper, è una lupa del Montana che è stata portata a Loggerhead come un animale domestico e dove ha il permesso di vivere libera. Lì si accoppiò con Polo, un pastore tedesco, producendo prima Buster e poi Cooper. Cooper è affettuosamente chiamato 'Coop' da Tory, così come gli altri Virals.

## Edizioni
- Kathy Reichs, Virals, traduzione di Andrea Zucchetti, Rizzoli, 2011,  p. 392, ISBN 978-88-17-04782-1.